# Satyrium orbiculare
Satyrium orbiculare là một loài thực vật có hoa trong họ Lan. Loài này được Rolfe miêu tả khoa học đầu tiên năm 1898.